# Карл (дофін Вьєннський)
Карл Французький (фр. Charles de France; 6 лютого 1392 —13 січня 1401) — 5-й дофін Вьєнський та герцог Аквітанський у 1392—1401 роках.

## Життєпис
Походив з династії Валуа. Другий син Карла VI, короля Франції, та Ізабелли Баварської. Народився 1392 року у Парижі, хрещений у церкві Сен-Поль-Сен-Луї. Тоді ж отримав титули спадкоємця трону — дофіна Вьєннського та герцога Аквітанського.
Після того, як у серпні 1392 року у батька стався приступ безумства, повну опіку над молодим дофіном взяли його мати та герцог Людовик Орлеанський. У 1394 році під впливом Філіппа II, герцога Бургундії, король Карл VI, у якого був черговий приступ безумства, схвалив рішення, за яким дофін Карл мав би одружитися з Маргаритою (онукою герцога Бургундського). Цьому також сприяла мати-королева.
1396 року нареченій принца було надано титул мадам-дофіна. Втім 1401 року дофін Карл раптово помер у Весенському замку. Його титули отримав молодший брат Людовик.